# Gruczoły snu zimowego
Gruczoły snu zimowego, tkanka tłuszczowa brunatna, tłuszcz brunatny – rodzaj silnie unaczynionej i unerwionej tkanki tłuszczowej o brunatnym zabarwieniu, utworzony z wielopęcherzykowych komórek tłuszczowych, zawierającej wiele kropelek tłuszczu o różnej wielkości.
Tkanka tłuszczowa brunatna jest tkanką charakterystyczną dla ssaków. Występuje u prawie wszystkich noworodków. U gatunków hibernujących (stąd nazwa gruczoły snu zimowego) występuje w dużych ilościach i pozostaje przez całe życie. U zwierząt tych jest gromadzona jesienią. U ludzi pojawia się w ostatnich dwóch miesiącach życia płodowego, w rozwiniętej postaci występuje w okresie niemowlęcym, następnie powoli zanika.
Brunatne zabarwienie jest efektem nagromadzenia znacznej liczby mitochondriów. Główną funkcją gruczołów snu zimowego jest szybkie wytworzenie ciepła podczas przebudzeń ze stanu hibernacji. Tłuszcz brunatny bardzo szybko się spala i dostarcza dużych ilości energii do organizmu, co jest konieczne do szybkiego podniesienia temperatury ciała obniżonej na czas odrętwienia.